# Nikolas Nikolaou (calciatore 1979)
Nikolas Nikolaou (in greco: Νικόλας Νικολάου; Nicosia, 28 giugno 1979) è un ex calciatore cipriota, di ruolo difensore.